# Dicranaceae
Le Dicranacee (Dicranaceae Schimp., 1856) sono una famiglia di muschi dell'ordine Dicranales.

## Tassonomia
La famiglia comprende 395 specie nei seguenti generi:
- Braunfelsia Paris, 1894
- Brotherobryum M.Fleisch., 1914
- Chorisodontium (Mitt.) Broth., 1924
- Cryptodicranum E.B. Bartram, 1938
- Dicnemon Schwägr.,1824
- Dicranoloma (Renauld) Renauld, 1901
- Dicranum Hedw., 1801
- Eucamptodontopsis Broth., 1924
- Hollia Sieber ex Hoppe, 1826
- Holomitrium Brid., 1826
- Leucoloma Brid., 1827
- Macrodictyum (Broth.) E. Hegewald, 1978
- Mesotus Mitt., 1867
- Muscoherzogia Ochyra, 1982
- Orthodicranum (Bruch & Schimp.) Loeske, 1910
- Paraleucobryum (Lindb. ex Limpr.) Péterfi, 1904
- Parisia Broth., 1906
- Phantomia S.He & W.R.Buck, 2018
- Platyneuron (Cardot) Broth., 1924
- Pseudochorisodontium (Broth.) C.Gao, 1999
- Schliephackea Müll. Hal., 1875
- Sclerodontium Schwägr., 1824
- Wardia Harv. & Hook., 1837

Sono noti anche i seguenti generi fossili:
- † Dicranites R.Klebs, 1907
- † Palaeocampylopus Ignatov & Shcherb., 2009